# 須藤祐二
須藤 祐二（すとう ゆうじ）は、日本の文学者。法政大学国際文化学部准教授。

## 略歴
立命館大学文学部卒業後、法政大学大学院人文科学研究科へ進学し英文学を専攻。2004年に同大学院を満期退学し法政大学国際文化学部専任講師となる。2013年より国際文化学部准教授へと着任した。2014年にはエディンバラ大学の客員研究員となった。

## 著作等

### 共訳
- 『クリエイティヴィティ―フロー体験と創造性の心理学』（世界思想社、ミハイ・チクセントミハイ著、2016年）

### 論文
- 『Legendの視座 ―Hawthorne, “Legends of the Province House”における形式―』（『ておりあ』 (第29) 47-64 2000年）
- 『ロマンスと有機的連関 ―Hawthorneの序文に関する一考察―』（『ておりあ』 (第31) 21-46 2002年）
- 『変容するCoverdale―The Blithedale Romance における「物語」―』（『英文學誌』 (第44) 47-74 2002年）
- 『亡霊Arthur Mervyn ―Charles Brockden Brownの言語戦略に関する一考察―』（『英文學誌』 (第45) 43-57 2003年）
- 『The Authorial Presence in Twice-Told Tales: The Objectification and the Experience of the Influence of Words』（『法政大学大学院紀要』 (第51) 13-42 2003年）など

## 専門分野
- アメリカ文学